# Hansa-Brandenburg W.11
Hansa-Brandenburg W.11 là một loại thủy phi cơ tiêm kích của Đức trong Chiến tranh thế giới I, đây là một phiên bản mạnh hơn của loại KDW.

## Tính năng kỹ chiến thuật
Đặc điểm tổng quát
- Kíp lái: 1
- Chiều dài: 8.10 m (26 ft 7 in)
- Sải cánh: 10.10 m (33 ft 2 in)
- Chiều cao: 3.32 m (10 ft 11 in)
- Diện tích cánh: 31.4 m2 (338 ft2)
- Trọng lượng rỗng: 935 kg (2.060 lb)
- Trọng lượng có tải: 1.233 kg (2.718 lb)
- Powerplant: 1 × Benz Bz.IVa, 160 kW (220 hp)

Hiệu suất bay
- Vận tốc cực đại: 176 km/h (110 mph)
- Tầm bay: 350 km (217 dặm)

Vũ khí trang bị
- 2 × súng máy 7,92 mm (.312 in) MG 08